# 金山貴宏
金山 貴宏（かねやま たかひろ、Takahiro Kaneyama 1971年3月30日 - ）は、日本の写真家。東京都江戸川区出身。　私立市川高等学校 (千葉県)中退後、大学入学資格検定を経て1993年にアメリカへ留学。2007年にニューヨーク市立大学シティカレッジ (The City University of New York, The City College) 学士課程 (写真科)を終了。ニューヨークのSchool of Visual Arts大学院(2001年修士課程修了)、ニューヨークの国際写真センター（ICP）のドキュメンタリー学科に籍を置き、在学中よりフリーランスで活動を開始し現在に至る。

## 活動歴
- 2016 New York Foundation for the Arts (NYFA) Fellowship ニューヨーク芸術財団 フェローシップ 写真部門
- 2016 Light Work Artist-In-Residence レシデンシー 授与

- 2017 さがみはら写真新人奨励賞 受賞

## 主な個展・グループ展
- 東京都写真美術館、日本の新進作家展 vol.14 (2017~2018年)
- Miyako Yoshinaga ギャラリー, ニューヨーク 個展『While Leaves Are Falling...』(2017年)
- 新宿ニコンサロン 個展 『While Leaves Are Falling...』 (2016年)
- Miyako Yoshinaga ギャラリー, ニューヨーク 個展『Shades of the Departed』(2012年)
- Miyako Yoshinaga ギャラリー, ニューヨーク 個展『SHUMAFURA』(2009年)
- Japan Society ニューヨーク グループ展 『Making a Home: Japanese Contemporary Artists in New York』(2007/2008年):ニューヨークで活動しているアーティスト33名の作品（オノヨーコ他、著名な作家が参加）

## 出版物
- 写真集"While Leaves Are Falling..."  (赤々舎 AKAAKA, 2016)

(*第42回 木村伊兵衛写真賞、第36回 土門拳賞 最終ノミネート 「While Leaves Are Falling...」)
- Making a Home: Japanese Contemporary Artists in New York (Japan Society, 2008)